# Kabakaya, Lice
Kabakaya là một xã thuộc huyện Lice, tỉnh Diyarbakır, Thổ Nhĩ Kỳ. Dân số thời điểm năm 2008 là 342 người.